# Курси (Марна)
Курси (фр. Courcy) насеље је и општина у североисточној Француској у региону Шампањ-Арден, у департману Марна која припада префектури Ремс.
По подацима из 2011. године у општини је живело 1279 становника, а густина насељености је износила 82,52 становника/km². Општина се простире на површини од 15,5 km². Налази се на средњој надморској висини од 78 метара.

## Демографија
| 1962. | 1968. | 1975. | 1982. | 1990. | 1999. | 2011. |
| ----- | ----- | ----- | ----- | ----- | ----- | ----- |
| 1.262 | 1.267 | 870   | 975   | 1.187 | 1.150 | 1.279 |

График промене броја становника у току последњих година